# Nightmare (chanson d'Avenged Sevenfold)
Singles de Avenged Sevenfold
So Far Away
(2008) Welcome to the Family
(2010)
Nightmare est une chanson du groupe de heavy metal américain Avenged Sevenfold. La chanson est sortie le 18 mai 2010 sur iTunes. C'est le premier single de l'album intitulé aussi Nightmare, qui lui est prévu pour le 27 juillet 2010.

## Vidéoclip
Étant le premier single de l'album, c'est aussi le premier clip sorti par le groupe. On y voit M. Shadows, qui se réveille attaché à un lit dans un hôpital psychiatrique. Il traverse l'hôpital, accompagné de médecins masqués. Il croise Synyster Gates, Johnny Christ et Zacky Vengeance, fous. On voit par exemple, Synyster attaché avec une camisole de force, qui se tape la tête contre une vitre, Zacky danser avec un squelette et Johnny crapahuter à quatre pattes au-dessus de M. Shadows. Ce dernier passe même à côté de quelques fûts qui composaient la batterie de Jimmy Sullivan. On voit aussi les membres jouer le morceau, un par un, sur fond noir, excepté Mike Portnoy.
Le clip se termine par M. Shadows, toujours accroché à son lit, qui rentre dans une salle ou est installé le kit de batterie de Jimmy Sullivan, l'ex-membre du groupe. C'est la dernière image du clip.
Ce vidéoclip prend pour trame de fond le film l'échelle de Jacob. La fameuse scène où Jacob Singer, après avoir été transporté à l'hôpital, s'aperçoit que le lieu où on l'emmène se trouve être une salle de torture et d'expérimentations. Les paroles de la chanson s'inspirent du film puisqu'il est question de visions cauchemardesques qui prennent vie.

## Musiciens (single)
- M. Shadows : chant, piano
- Synyster Gates : guitare solo, voix
- Zacky Vengeance : guitare rythmique, voix
- Johnny Christ : basse
- The Reverend : arrangement de la batterie, composition des chansons, voix
- Mike Portnoy : batterie (musicien additionnel)